# Чернышёв, Владимир Васильевич
Владимир Васильевич Чернышёв (2 (15) июля 1906, город Москва, Российская империя — 23 сентября 1983, там же, СССР) — организатор и руководитель советского авиадвигательного производства, Герой Социалистического Труда (1966), лауреат Государственной премии СССР, заслуженный машиностроитель РСФСР, доктор технических наук (1966), профессор.

## Биография
Родился 2 (15) июля 1906 года в Москве. В 1918—1920 годах работал на Центральном книжном складе Моссовета, с сентября 1920 года — слесарем на московском авиазаводе № 1.
Обучался в школе линейных агентов ОГПУ, в 1923—1924 годах служил краснофлотцем 2-го Балтийского флотского экипажа.
После демобилизации вернулся на авиазавод № 1, где до 1929 года работал токарем-автоматчиком. Участвовал в постройке серийных самолётов DH-4, DH-9, Р-1, И-1, И-2, И-2бис, И-3 и И-4. Без отрыва от производства окончил рабфак.
В 1934 году окончил Московский авиационный институт. В 1934—1937 годах работал инженером и начальником цеха на моторостроительном заводе № 24 (город Москва), производившем поршневые двигатели АМ-34 (для самолётов МБР-2, ТБ-3, АНТ-20 и АНТ-25).
В 1937—1939 — директор моторостроительного завода № 29 в городе Запорожье, выпускавшего поршневые двигатели М-87 (для самолётов Ил-4 и Су-2).
С 1939 года — заместитель главного инженера и начальник производства моторостроительного завода № 24 (город Москва), выпускавшего поршневые двигатели АМ-35А (для самолётов МиГ-3 и Пе-8) и М-63 (для самолётов И-153). В октябре 1941 года завод был эвакуирован и продолжил деятельность в городе Куйбышев на территории строившегося там моторостроительного завода № 377 (впоследствии — Самарское моторостроительное производственное объединение). В годы Великой Отечественной войны завод выпускал поршневые двигатели АМ-38 и АМ-42 для штурмовиков Ил-2 и Ил-10.
В 1945—1947 — главный инженер, в 1947—1977 — директор завода № 500 (с 1963 года назывался завод «Красный Октябрь»), а с 1977 года — генеральный директор Московского машиностроительного производственного объединения «Красный Октябрь».
В 1947 году под его руководством освоено производство английских двигателей «Дервент-V» (в серии — РД-500) — первых в СССР реактивных двигателей (для самолётов Ла-15 и Як-23). Несмотря на отсутствие технической документации, серийное производство было налажено всего за 7 месяцев.
В дальнейшем под руководством В. В. Чернышёва на заводе было освоено серийное производство: первого отечественного турбореактивного двигателя с центробежным компрессором ВК-1 (для самолётов МиГ-15, МиГ-17 и Ил-28), турбореактивного двигателя с осевым компрессором АМ-5 (для самолётов Як-25) и семейства двигателей Р-11-300 (для самолётов МиГ-21, Як-28 и Су-15). 
В 1958 году впервые в стране на заводе приступили к разработке технологии и оборудования для электрохимической обработки лопаток компрессоров турбореактивных двигателей. В результате улучшения качества лопаток, обработанных электрохимическим методом, значительно повысился ресурс выпускаемых авиадвигателей.
В 1970-е годы на предприятии серийно выпускались турбореактивные двигатели Р-27Ф-300 (для самолётов МиГ-23 и МиГ-23УБ), Р-29-300 (для самолётов МиГ-27) и Р-35 (для самолётов МиГ-23МЛ), а 
в начале 1980-х годов был освоен серийный выпуск двухконтурного двигателя 4-го поколения РД-33 (для самолётов МиГ-29).
Всего под руководством В. В. Чернышёва было освоено серийное производство 12 типов турбореактивных двигателей для реактивной авиации и одного жидкостного ракетного двигателя для межконтинентальной крылатой ракеты «Буря».
Депутат Верховного Совета РСФСР 6-7-го созывов (в 1963—1971 годах).
Жил в Москве. Умер 23 сентября 1983 года. Похоронен на Кунцевском кладбище в Москве.

## Награды и звания
- Герой Социалистического Труда (22.07.1966)
- 4 ордена Ленина (10.07.1943; 12.07.1957; 22.07.1966; 26.04.1971)
- орден Октябрьской Революции (25.03.1974)
- орден Трудового Красного Знамени (02.07.1945)
- орден Дружбы народов (29.01.1981)
- орден Красной Звезды (23.08.1941)
- медали
- Государственная премия СССР
- Заслуженный машиностроитель РСФСР

## Память
Его имя носит Московское машиностроительное предприятие, которое он возглавлял.